# Rush in Rio
Rush in Rio ist ein Livealbum der kanadischen Band Rush. Es wurde am 21. Oktober 2003 veröffentlicht. Das Album wurde im Maracanã in Rio de Janeiro aufgezeichnet, welches auch die letzte Station der Vapor Trails Tour war. Zwei Songs auf der dritten CD wurden jedoch an anderen Orten der Tour aufgenommen. Zum einen war dies “Between Sun & Moon”, aufgenommen im Cricket Wireless Pavilion in Phoenix, Arizona, zum anderen “Vital Signs”, aufgenommen im Colisée Pepsi in Québec, Kanada.
Zusätzlich zu der CD-Version ist auch eine DVD-Version des Konzerts erschienen.

## Kritik
Das Album stieß bei Kritikern auf positive Resonanz.
Es erhielt bei Allmusic 4,5/5 Sternen. Thom Jurek wertet das Album als ein sensationelles historisches Musikdokument, da es die Show offenbare, wie sie tatsächlich stattfand – ohne Overdubs oder technische Nachbearbeitung. Rush präsentierten ihr bestes Konzert überhaupt. Für diejenigen, für die Rush ein geheimes Laster sei, wäre nun der Zeitpunkt gekommen, diesem offen zu frönen, indem man dieses Album jenen Menschen vorspiele, die fälschlicherweise darauf bestünden, dass Konzerte von Sonic Youth oder den Strokes der Inbegriff von Live-Rock (big-label live rock) seien.
Michael Rensen merkt an, dass 23 der 29 Songs bereits auf anderen Konzertmitschnitten der Band zu hören waren und stellt die Frage, weshalb man dieses Album trotzdem brauche. Er hebt Neil Pearts Drumming hervor, das „sich auch nach 30 Jahren noch nicht in Worte fassen“ lasse. Im Gegensatz zu den anderen Live-Alben von Rush, sei dieses „wärmer, tiefenlastiger und voluminöser.“ Rush in Rio sei einzigartig und ein denkwürdiges Tondokument – vor allem wegen der Fans und deren Background-Chöre, „die jedes deutsche Bundesligastadion zu einem totenstillen Provinz-Bolzplatz degradieren.“

## Titelliste

### CD 1
1. “Tom Sawyer” – 5:04
2. “Distant Early Warning” – 4:50
3. “New World Man” – 4:04
4. “Roll the Bones” – 6:15
5. “Earthshine” – 5:44
6. “YYZ” – 4:56
7. “The Pass” – 4:52
8. “Bravado” – 6:18
9. “The Big Money” – 6:03
10. “The Trees” – 5:12
11. “Freewill” – 5:48
12. “Closer to the Heart” – 3:04
13. “Natural Science” – 8:34

### CD 2
1. “One Little Victory” – 5:32
2. “Driven” – 5:22
3. “Ghost Rider” – 5:36
4. “Secret Touch” – 7:00
5. “Dreamline” – 5:10
6. “Red Sector A” – 5:16
7. “Leave That Thing Alone” – 4:59
8. “O Baterista” – 8:54
9. “Resist” – 4:23
10. “2112” – 6:52

### CD 3
1. “Limelight” – 4:29
2. “La Villa Strangiato” – 10:05
3. “The Spirit of Radio” – 5:28
4. “By-Tor & The Snow Dog” – 4:34
5. “Cygnus X-1” – 3:12
6. “Working Man” – 5:48
7. “Between Sun & Moon” – 4:51 (Bonus-Track)
8. “Vital Signs” – 4:58 (Bonus-Track)

## Besetzung
- Geddy Lee – Bass, Akustikgitarre, Synthesizer, Gesang
- Alex Lifeson – E-Gitarre, Akustikgitarre
- Neil Peart – Schlagzeug, Percussion